# Escândalo dos Correios
O chamado escândalo dos Correios ocorreu em maio de 2005, no Brasil, após denúncias de irregularidades praticadas na Empresa Brasileira de Correios e Telégrafos (Correios).
A crise iniciou-se quando a revista Veja publicou uma reportagem baseada nas gravações de uma fita de vídeo que mostrava o então chefe do Departamento de Contratação e Administração de Material dos Correios e Telégrafos, Maurício Marinho, negociando propina com um suposto empresário interessado em participar de uma licitação, e mencionando ter o respaldo do deputado federal Roberto Jefferson, do PTB do Rio de Janeiro.
A fita foi gravada por Joel Santos Filho, advogado curitibano e cuja mão aparece no vídeo, a mando do empresário Arthur Wascheck Neto, que estava tendo seus interesses contrariados. As imagens flagraram Maurício Marinho não apenas recebendo dinheiro para fim de licitação fraudulenta, mas ainda sugerindo a existência de esquema de corrupção proveniente de políticos. O objetivo da gravação ainda é polêmico pois o autor não denunciou o vídeo. Joel Santos Filho foi contratado para obter provas do privilégio de determinadas empresas nas licitações dos Correios, porém as 4 visitas feitas sendo 3 delas gravadas nunca foram denunciadas. Somente a última gravação é que foi entregue a Jairo Martins(ex-agente da Abin e dono da pasta com a câmera oculta), que repassou a fita ao repórter da Veja Policarpo Júnior, sem mencionar o nome do autor das gravações.(Joel Santos Filho lancou uma série de questionamentos em relação à sua prisão e a violação dos seus direitos perante a ação do Poder).
Roberto Jefferson inicialmente mencionado pelo funcionário público dos correios, Mauricio Marinho, a princípio negou sua participação na corrupção interna da empresa, porém, quando pressionado, pensando ter sido 'rifado' pelo PT e ignorando a armação de Carlinhos Cachoeira, denunciou outro esquema de corrupção que o deputado do PDT Miro Teixeira chamava de mensalão, revelação que levou à eventual descoberta de outro esquema de corrupção intitulado Valerioduto, ainda mais forte que alimentava o investigado.
Para investigar estas denúncias iniciais, foi criada a CPI dos Correios.
A Polícia Federal investigou o escândalo dos Correios, sendo que o Inquérito Policial presidido pelo Delegado de Polícia Federal Daniel de A. França dos Anjos, indiciou diversas pessoas, inclusive o ex-deputado federal Roberto Jefferson. A revista Veja publicou trechos do Relatório da Polícia Federal e chamou de primorosa a investigação realizada pela PF.
O inquérito policial gerou uma denúncia criminal em que todos os indiciados foram denunciados pelo MPF.
Hoje, 40 indiciados por crimes do Escândalo do Mensalão a partir da CPI dos Correios aguardam julgamento pelo Supremo Tribunal Federal.